# John Basilone
John Basilone (4 de novembre de 1916 – 19 de febrer de 1945) va ser un sergent d'artilleria del Cos de Marines dels Estats Units que rebé la Medalla d'Honor per les seves accions durant la batalla de Guadalcanal durant la Segona Guerra Mundial. Va ser l'únic marine de classe tropa que rebé tant la Medalla d'Honor com la Creu de la Marina.
Havia servit durant 3 anys a l'Exèrcit destinat a les Filipines abans d'allistar-se al Cos de Marines el 1940. Després de l'entrenament va ser destinat a la badia de Guantánamo (Cuba), a les illes Salomó i a Guadalcanal, on va haver de fer front a 3.000 soldats japonesos després que la seva unitat de 15 homes va quedar reduïda a només 3. Va morir en acció el primer dia de la batalla d'Iwo Jima, sent condecorat amb la Creu de la Marina a títol pòstum. Diversos carrers, localitzacions militars i un destructor han estat batejats amb el seu nom.

## Biografia
Basilone va néixer a Buffalo, Nova York, el 4 de novembre de 1916, el sisè de deu germans. El seu pare, Salvatore Basilone, havia emigrat el 1903 des de Nàpols instal·lant-se a Raritan, Nova Jersey. La seva mare, Dora Bencivenga, havia nascut el 1889 i s'havia criat a Manville, però els seus pares també eren originaris de Nàpols. Es van conèixer a una reunió a l'església i van casar-se tres anys després. John Basilone va criar-se a Raritan Town, on estudià a l'escola parroquial de Sant Bernard. Després d'acabar la secundària als 15 anys, es preparà per a l'institut.

### Carrera militar
Basilone treballà com a caddy de golf al club local abans d'unir-se a l'exèrcit. S'allista a l'Exèrcit, i completà els 3 anys de servei servint a les Filipines. En tornar als Estats Units treballà conduint un camió a Reiserstown, Maryland. Uns mesos després volia tornar a Manila i cregué que podria fer-ho més de pressa als marines que no pas a l'exèrcit. S'uní als marines, número de servei 287.506 al juliol de 1940 a Baltimore i realitzà l'entrenament de reclutes a la Caserna de Reclutes del Cos de Marines de l'illa Parris, seguit d'entrenaments a la base del Cos de Marines de Quantico i a New River. Els marines l'enviaren a la badia de Guantànamo, Cuba, i d'allà a les illes Salomó com a membre de la Companyia Dog 1r Batalló, 7è Regiment de Marines, 1a Divisió de Marines.

### Guadalcanal
Durant la batalla de l'aeroport Henderson la seva unitat va ser atacada per un regiment d'aproximadament 3.000 soldats de la divisió Sendai. El 24 d'octubre de 1942 les forces japoneses iniciaren un atac frontal usant metralladores, granades i morters contra les mentralladores americanes. Basilone comandava dues seccions de metralladores que lluitaren durant dos dies fins a quedar només Basilone i dos marines més. Basilone situà una nova metralladora en posició i continuà mantenint el foc contra les forces japoneses que seguien arribant. Llavors reparà i accionà una nova metralladora, mantenint la línia defensiva fins que arribaren els reforços. A mesura que la batalla seguia, el nivell de munició arribà a nivells críticament baixos. Amb les línies de comunicació tallades, Basilone lluità enmig de territori ocupat per l'enemic per portar munició als seus artillers, la qual era urgentment necessària. Cap al final de la batalla, Basilone arribà a lluitar contra els japonesos usant només una pistola .45. Al final del combat el regiment japonès havia quedat virtualment anihilat. Per les seves accions durant aquesta batalla, Basilone va rebre la màxima condecoració dels Estats Units per valentia, la Medalla d'Honor.
Posteriorment, el soldat de 1a classe Nash W. Phillips recordaria de la batalla de Guadalcanal:
| « | Basilone va mantenir en marxa una metralladora durant 3 dies sense dormir, descansar o menjar. Estava situat en una bona posició, i causà un munt de problemes als japonesos, no només disparant la metralladora, sinó que també amb la seva pistola. | » |

### Bons de guerra i casament

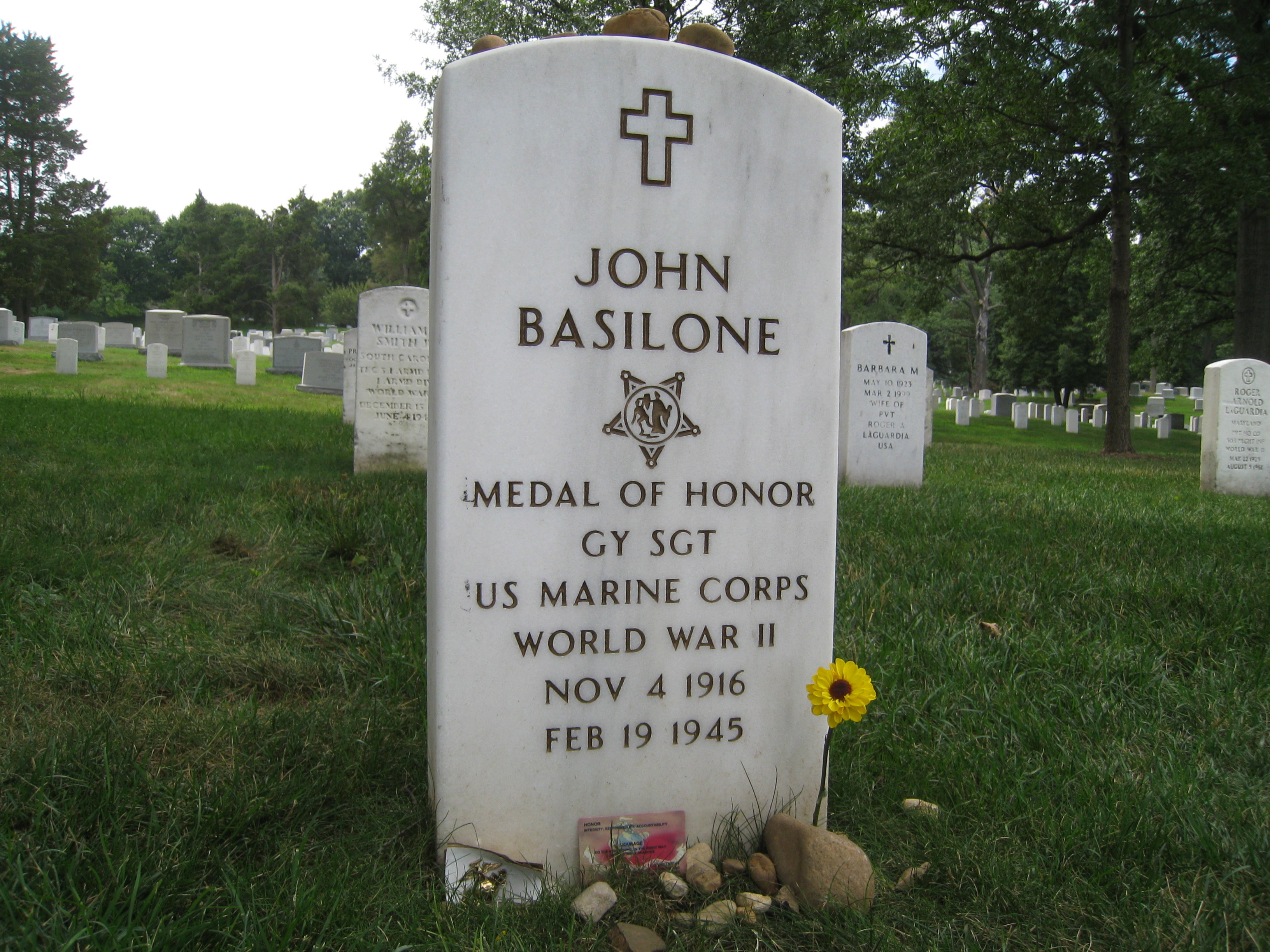
La tomba de John Basilone al Cementiri Nacional d'Arlington.

Després que s'aprovés la seva tornada al combat, Basilone va ser destinat a la Companyia Charlie, 1r Batalló, 27è Regiment de Marines, 5a Divisió de Marines per la invasió d'Iwo Jima. El 19 de febrer de 1945, servia com a líder d'una secció de metralladores contra les forces japoneses a Red Beach II. Durant la batalla els japonesos concentraren el seu foc en els americans a mesura que arribaven des de fortins molt fortificats per tota l'illa. Amb la seva unitat bloquejada, Basilone va anar pel costat de les posicions japoneses fins que es trobà al capdamunt del fortí. Des d'allà els atacà amb granades i explosius de demolició, destruint manualment la posició i la seva guarnició. Llavors es dirigí cap a l'Aeròdrom num. 1 i ajudà un tanc americà que havia quedat atrapat en un camp de mines, sotmès a un intens foc de morter i d'artilleria, aconseguint treure d'allà el vehicle malgrat el foc pesat japonès. Mentre que es movia a un costat de l'aeròdrom va resultar mort per metralla de morter japonès. Les seves accions ajudaren els Marines a penetrar en la defensa japonesa i a sortir de les platges de desembarcament durant les crítiques primeres etapes de la invasió. Pel seu valor durant la batalla d'Iwo Jima va ser condecorat pòstumament amb la segona màxima condecoració dels Marines a la valentia, la Creu de la Marina.
Va ser enterrat al Cementiri Nacional d'Arlington, Virgínia (Secció 12, tomba 384, zona Y/Z 23.5). La seva esposa, Lena M. Basilone va morir l'11 de juny de 199, als 86 anys, sent enterrada al Cementiri Nacional de Riverside. Mai no es tornà a casar.

### The Pacific(mini-sèrie del 2010)
La història de John Basilone, juntament amb la de dos altres marines (Eugene Sledge i Robert Leckie) esdevingué la base de la minisèrie The Pacific, produïda per la HBO. Basilone va ser interpretat per Jon Seda.

## Condecoracions
- Medalla d'Honor
- Creu de la Marina (a títol pòstum)
- Cor Porpra
- Galó d'Acció de Combat
- Citació Presidencial d'Unitat de la Marina i el Cos de Marines
- Medalla del Servei de Defensa Americana
- Medalla de la Campanya Americana
- Medalla de la Campanya Asiàtica-Pacífica
- Medalla de la Victòria a la II Guerra Mundial